# La Fare-les-Oliviers
 La Fare-les-Oliviers  es una comuna  y población de Francia, en la región de Provenza-Alpes-Costa Azul, departamento de Bocas del Ródano, en el distrito de Aix-en-Provence y cantón de Pélissanne.
Su población en el censo de 1999 era de 6.334 habitantes. Su aglomeración urbana se limita a la propia comuna.
Está integrada en la Communauté d’agglomération Salon-Étang de Berre-Durance .

## Demografía
| 2370 | 2747 | 3526 | 5043 | 6095 | 6334 |
| Para los censos de 1962 a 1999 la población legal corresponde a la población sin duplicidades (Fuente: INSEE [Consultar]) |      |      |      |      |      |